# Центр речевых технологий
Группа ЦРТ (ранее «Центр речевых технологий») — глобальный разработчик продуктов и решений на основе разговорного искусственного интеллекта, машинного обучения и компьютерного зрения c 32-летним опытом. Технологический эксперт в области речевых технологий, лицевой и голосовой биометрии.
ЦРТ фокусируется на создании AI-решений для сегментов B2B и B2G: реализовано более 5 тыс. AI-проектов по всему миру, в том числе — национального масштаба. В России решения ЦРТ работают в крупнейших банках, телеком-компаниях, ТЭК, госсекторе, применяют для реализации концепции Safe&Smart Сity. Технологии выявления подделок голоса и распознавания речи от группы ЦРТ занимают лидирующие позиции в мировых рейтингах.

## История
«Центр речевых технологий» был основан в 1990 году группой бывших сотрудников отдела прикладной акустики ленинградского НПО «Дальсвязь» Министерства промышленных средств связи СССР. Возглавил компанию выпускник Ленинградского института авиаприборостроения Михаил Хитров.
Первой разработкой ЦРТ была клавиатура для слепых, заказанная Всероссийским обществом слепых (ВОС). Голосовая клавиатура озвучивала клавиши, которые нажимали пользователи, и тем самым предоставила слепым людям доступ к компьютеру. Первым крупным проектом стал заказ от экспертов по фоноскопии из МВД. Им требовалась программа для очистки аудиозаписей от постороннего шума для более точного анализа речевой информации. Созданный программно-аппаратный комплекс получил имя «ИКАР». МВД и ЦРТ подписали контракт на 25 комплексов, после чего компания стала финансово стабильной.
В 2010 году ЦРТ по заказу правительства Мексики создала первую в мире общенациональную систему голосовой идентификации. Для этого на всей территории страны была развернута система национального фоноучёта и биометрического поиска, способная хранить образцы голосов, сравнивать и с высокой точностью идентифицировать личность говорящего по фрагментам речи, полученным из различных источников.
В 2011 году крупнейшим акционером ЦРТ стала компания «Газпромбанк». В том же году была создана дочерняя компания ООО «ЦРТ-инновации», которая стала участником кластера Информационных технологий инновационного центра «Сколково». Ключевым направлением деятельности нового предприятия стало создание мультимодальных биометрических систем.
В 2012 году ЦРТ реализовала в Эквадоре проект по созданию первой в мире системы учёта и идентификации личности по двум биометрическим признакам — голосу и лицу.
В 2014 году генеральным директором ЦРТ стал Дмитрий Дырмовский.
В 2018 году был завершен проект внедрения системы голосовой биометрии в контакт-центре Сбербанка.
Решения ЦРТ работают в составе Единой Биометрической Системы России, запущенной в 2018 году.
В марте 2019 года ЦРТ разрабатывает голосовой ассистент «Варвара» с поддержкой биометрии .
С августа 2019 года 51% акций ЦРТ принадлежит Сбербанку. В марте 2021 года «Сбер» выкупил у компании «Диджитал горизонт венчурс» 24,29% акций ЦРТ, увеличив свою долю до 75,29%. В мае 2022 года «Сбер» продал все акции ЦРТ, не предоставив информацию о покупателе.

## Деятельность
Основные направления деятельности ЦРТ — развитие мультимодальных биометрических систем и создание комплексных решений для контакт-центров различного уровня. Компания занимается внедрением технологий синтеза и распознавания речи в сфере ЖКХ, автомобильной промышленности и медицинских учреждениях. Также ЦРТ осуществляет консалтинговую и образовательную деятельность.
В числе клиентов компании Сбербанк, ТрансКредитБанк, Петербургский метрополитен, МВД России, Министерство юстиции России, МЧС России, Министерство обороны России, Администрация Президента РФ, Совет Федерации РФ, Правительство РФ, органы исполнительной и законодательной власти субъектов Российской Федерации, а также службы экстренной помощи, центры обработки вызовов, производители средств связи и многие другие. Более одной трети объёма выпускаемой продукции экспортируется в более чем 70 стран мира, в частности в США, Мексику, Эквадор, Казахстан, Киргизию, Узбекистане и Белоруссию, страны Ближнего Востока. Среди зарубежных клиентов ЦРТ правительства Мексики и Эквадора, госструктуры США разного уровня. Компания имеет сертификат международного стандарта качества ISO-9001:2008, а также сертификаты соответствия ГОСТ Р ИСО 9001-2008 и ГОСТ РВ 15.002-2003.

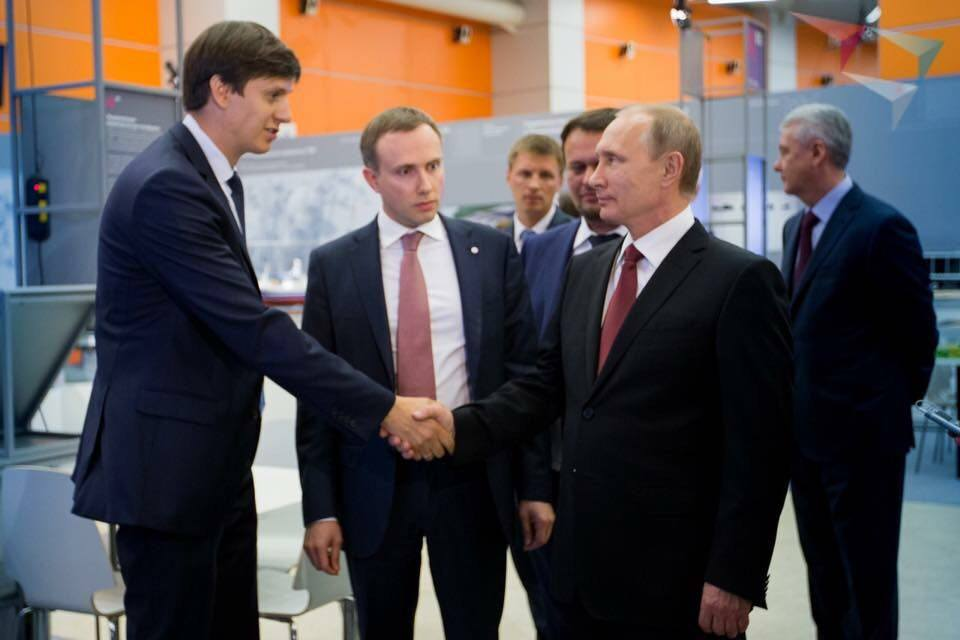
Генеральный директор ЦРТ Дмитрий Дырмовский и Президент России Владимир Путин на Форуме Стратегических Инициатив

ЦРТ является соучредителем консорциума «Российские речевые технологии», членом Русского биометрического общества, членом Совета инновационной образовательной программы СПбГУ (национальный проект «Образование»), соредактором Международного речевого биометрического стандарта от Российской Федерации.
Компания регулярно участвует в российских и международных выставках (CeBIT (Ганновер), Milipol Paris (Париж), «Интерполитех» (Москва), «Технологии безопасности» (Москва), «Охрана и безопасность» (СПб.)) и конференциях (EAFS, INTERSPEECH, SpeCom, SpeechTek (США), «Диалог» (Россия)). ЦРТ становилась победителем российских и международных конкурсов и премий: Best Innovator — «Инноватор 2012/2013» (победа в категории «Средний бизнес»), американской премии Speech Industry Awards (трижды завоевала премию Star Performers Award: в 2012, 2014 и 2015), премии «HR-бренд года» (3-е место в номинации «Северная столица») и др. По итогам 2011 года по данным рейтингового агентства «Эксперт РА» «ЦРТ» заняла 6-е место среди российских ИТ-компаний в области производства оборудования. Компания был признана лидером на рынке голосовой биометрии по данным отчета об исследовании международного рынка голосовой биометрии, опубликованного американской аналитической компанией Opus Research.
Региональные дистрибьюторы ЦРТ действуют в ряде городов России и за рубежом — Беларусь, Вьетнам, Германия, Индия, Испания, Казахстан, Китай, Колумбия, Литва, Мексика, США, Украина, Южная Корея и других.

## Образовательная деятельность

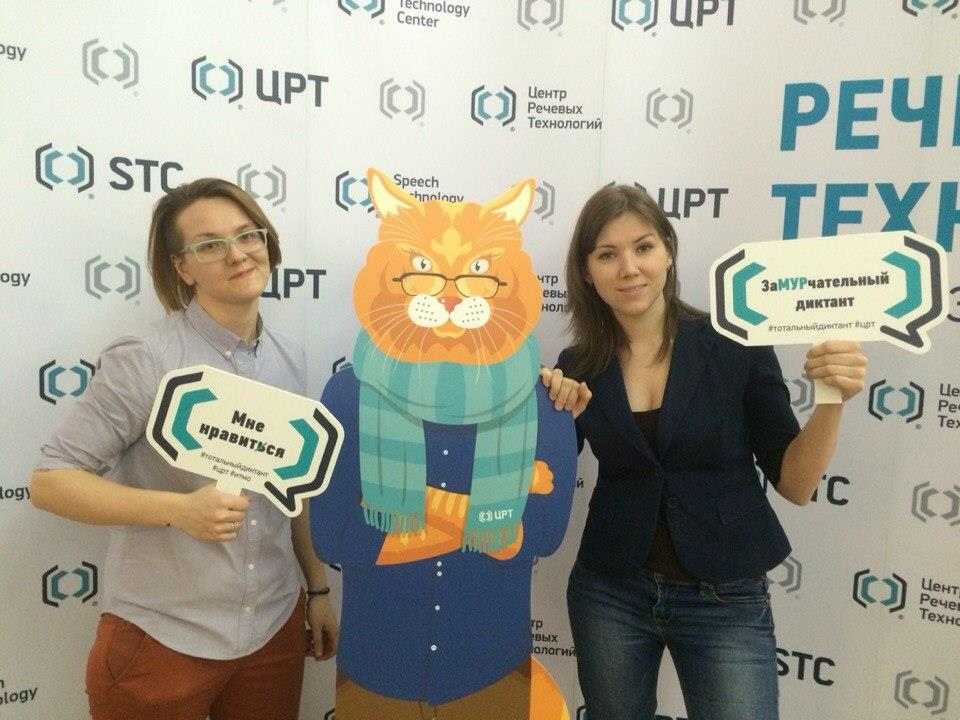
Кот Ученый - "диктатор" Тотального диктанта в Санкт-Петербурге в 2016 году

В 2011 году ЦРТ выступила инициатором создания кафедры «Речевые информационные системы» на базе факультета информационных технологий и программирования (ФИТиП) Санкт-Петербургского национального исследовательского университета информационных технологий, механики и оптики (ИТМО). Заведующим кафедрой стал генеральный директор «ЦРТ» М. В. Хитров. Кафедра занимается подготовкой специалистов в области речевых информационных технологий со специализацией в направлениях распознавания и синтеза речи, распознавания личностей по голосу, мультимодальной биометрии, в области проектирования и разработки информационных систем и программного обеспечения.
В рамках направления 09.04.02 «Информационные системы и технологии» кафедра РИС осуществляет прием в магистратуру по следующим образовательным программам:
- практико-ориентированная программа «Системы голосового самообслуживания» (с 2015 года);
- образовательная программа «Речевые информационные системы» (с 2011 года);

На кафедре есть несколько международных программ, по результатам которых магистранты получают двойной диплом (double degree). Это совместные программы с ВУЗами: Ulm Iniversity (Германия), University of Eastern Finland (Финляндия), Universite du Maine (Франция), Halmstad University (Швеция), Евразийский  национальный университет имени Л.Н.Гумилева (Казахстан), Костанайский государственный университет (Казахстан).
Несколько лет подряд ЦРТ участвовала в проведении "Тотального диктанта" в Санкт-Петербурге. В 2015 году одной из самых популярный площадок для написания диктанта стал Университет ИТМО, где текст диктовал синтезированный голос "Кота Ученого", созданный разработчиками ЦРТ.
В ноябре 2016 года ЦРТ выступила партнером первого междисциплинарного хакатона России hackRussia, который прошел в Санкт-Петербурге и объединил 300 участников из 47 городов.